# Hoss
Hoss è il terzo album del gruppo punk rock Lagwagon, pubblicato il 21 novembre 1995 da Fat Wreck Chords. Il titolo dell'album è dedicato al personaggio di Hoss della serie televisiva Bonanza.

## Tracce
1. Kids Don't Like To Share – 2:40
2. Violins – 3:07
3. Name Dropping – 2:33
4. Bombs Away – 3:26
5. Move The Car – 3:20
6. Sleep – 1:55
7. Sick – 2:56
8. Rifle – 2:52
9. Weak – 2:36
10. Black Eyes – 3:13
11. Bro Dependent – 1:39
12. Razor Burn – 2:37
13. Shaving Your Head – 2:42
14. Ride The Snake – 3:09

## Formazione
- Joey Cape - voce
- Chris Flippin - chitarra
- Shawn Dewey - chitarra
- Jesse Buglione - basso
- Derrick Plourde - batteria